# Championnats du monde de cyclo-cross 1967
Navigation
Édition précédente Édition suivante
Les championnats du monde de cyclo-cross 1967 ont lieu le 19 février 1967 à Zurich en Suisse. Pour la première fois, les championnats du monde de cyclo-cross amateurs sont au programme.

## Podiums
| Épreuves | Or             | Argent                   | Bronze             |
| -------- | -------------- | ------------------------ | ------------------ |
| Élites   | Renato Longo   | Rolf Wolfshohl           | Hermann Gretener   |
| Amateurs | Michel Pelchat | Julien Vanden Haesevelde | Peter Frischknecht |

## Résultats

### Classement des élites
| Pos. | Cycliste            | Pays                 | Temps           |
| ---- | ------------------- | -------------------- | --------------- |
|      | Renato Longo        | Italie               | 1 h 17 min 32 s |
|      | Rolf Wolfshohl      | Allemagne de l'Ouest | + 3:49          |
|      | Hermann Gretener    | Suisse               | + 9:14          |
| 4    | Emmanuel Plattner   | Suisse               | + 9:14          |
| 5    | Eric De Vlaeminck   | Belgique             | + 11:48         |
| 6    | Huub Harings        | Pays-Bas             | + 1 tour        |
| 7    | Giovanni Bettinelli | Italie               | + 1 tour        |
| 8    | Luciano Luciani     | Italie               | + 1 tour        |
| 9    | Manuel Nava         | Espagne              | + 1 tour        |
| 10   | André Foucher       | France               | + 1 tour        |

### Classement des amateurs
| Pos. | Cycliste                 | Pays                 | Temps           |
| ---- | ------------------------ | -------------------- | --------------- |
|      | Michel Pelchat           | France               | 1 h 10 min 36 s |
|      | Julien Vanden Haesevelde | Belgique             | + 2:20          |
|      | Peter Frischknecht       | Suisse               | + 2:24          |
| 4    | Jean Gérardin            | France               | + 2:52          |
| 5    | Franco Livian            | Italie               | + 2:57          |
| 6    | Pierre Bernet            | France               | + 3:18          |
| 7    | Enrico Sfolcini          | Italie               | + 3:40          |
| 8    | Luigi Torresani          | Italie               | + 3:52          |
| 9    | Karl Stähle              | Allemagne de l'Ouest | + 4:41          |
| 10   | Ernst Boller             | Suisse               | + 4:41          |

## Tableau des médailles
| Rang | Nation               | Or | Argent | Bronze | Total |
| ---- | -------------------- | -- | ------ | ------ | ----- |
| 1    | France               | 1  | 0      | 0      | 1     |
| 1    | Italie               | 1  | 0      | 0      | 1     |
| 3    | Allemagne de l'Ouest | 0  | 1      | 0      | 1     |
| 3    | Belgique             | 0  | 1      | 0      | 1     |
| 5    | Suisse               | 0  | 0      | 2      | 2     |